# 普爾港
50°41′45″N 1°59′19″W / 50.69583°N 1.98861°W
普爾港（Poole Harbour）是位於英格蘭南部多塞特郡的大型自然港灣，普爾就位於其海岸線上。本港灣為一座沉降谷地，於冰河時期晚期構成，並且是多條河流的出海口，規模最大的河流為芙倫河（River Frome）。本港灣在前羅馬時期有著很長的的人類殖民史。普爾港有著大規模的淺灘（平均深度：48公分），並且從霍爾斯海灣口起，有一個橫貫整個普爾港灣的深掘水道。
普爾港是數個宣稱是全球最大或是第2大的自然港灣之一（包含愛爾蘭的寇克港，Cork Harbour，和加拿大的哈爾法克斯港，Halifax Harbour）。然而，全球還有很多規模比上述還大的港灣，包含紐西蘭的凱帕拉港。